# Martin-Wasp Corporation

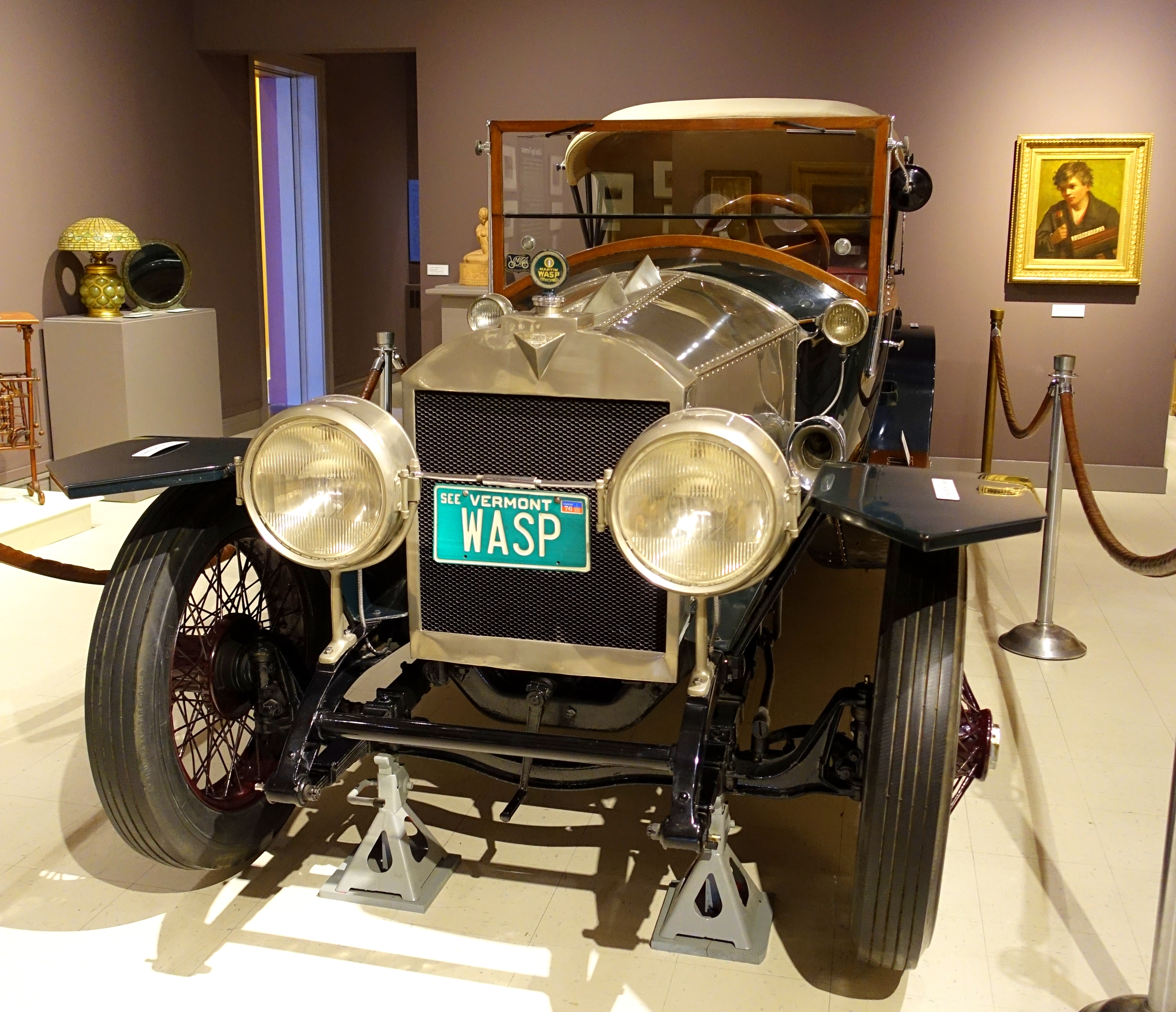
Wasp im Bennington Museum

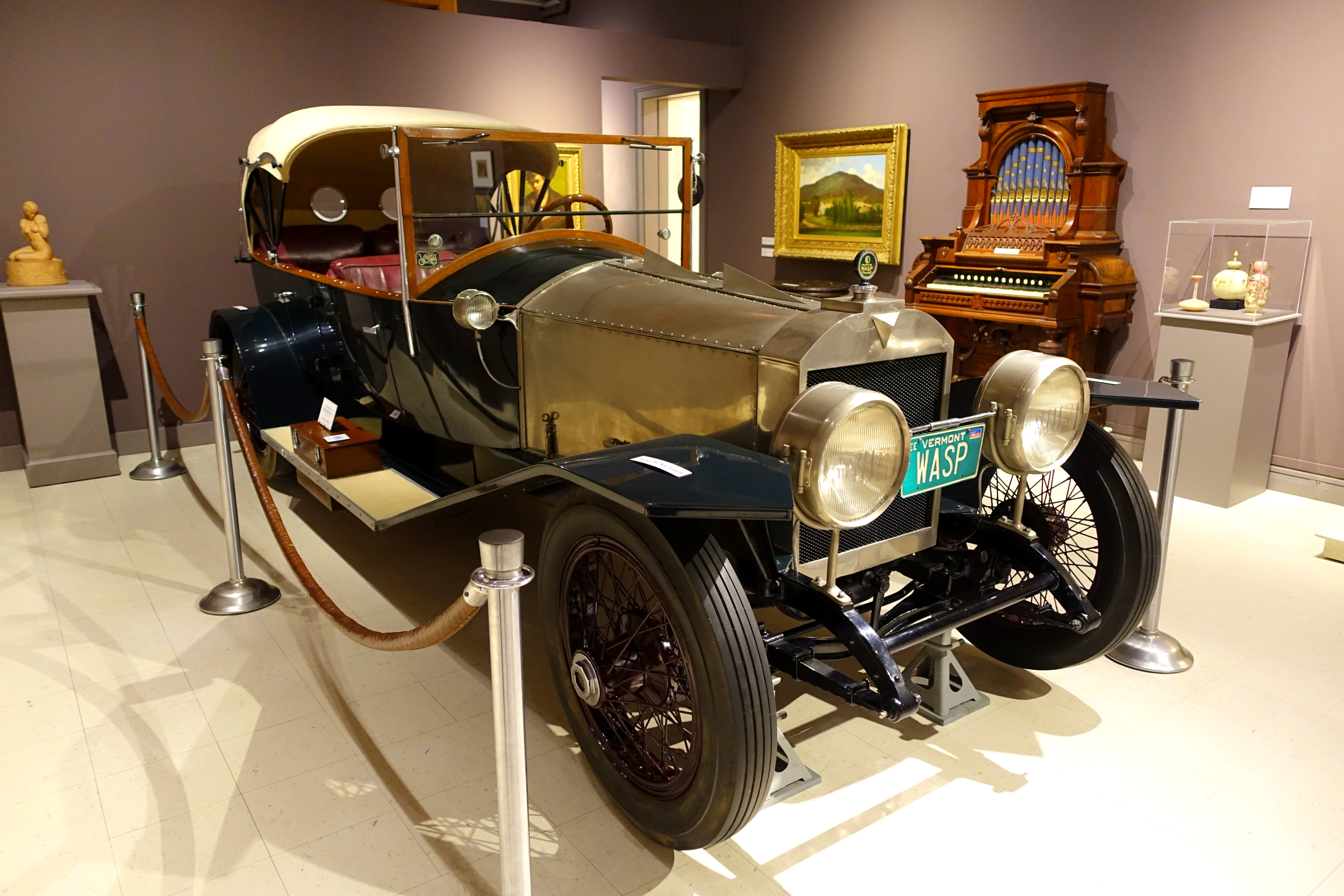
Wasp

Martin-Wasp Corporation war ein US-amerikanischer Hersteller von Automobilen.

## Unternehmensgeschichte
Karl Hamlen Martin war Karosseriehersteller in New York City. Außerdem gab es Verbindungen zu Roamer, Deering Magnetic und Kenworthy Motors Corporation. Im Sommer 1919 gründete er das Unternehmen in Bennington in Vermont. Im gleichen Jahr begann die Produktion von Automobilen. Der Markenname lautete Wasp. Das erste Fahrzeug wurde in der Eingangshalle des Hotel Commodore während der New York Automobile Show im Januar 1920 präsentiert. Douglas Fairbanks senior kaufte das Fahrzeug, angeblich für seine Braut Mary Pickford. 1921 entstanden fünf Fahrzeuge. Ende 1922 wurde das Modellangebot erweitert. Nun traten finanzielle Probleme auf. 1924 endete die Produktion. Insgesamt entstanden 18 Fahrzeuge.

## Fahrzeuge
Das Unternehmen stellte Luxusautos her, die sehr teuer waren. Zunächst gab es das Model 211. Es hatte einen Vierzylindermotor von der Wisconsin Motor Manufacturing Company. Der Motor mit T-Kopf war mit 72 PS angegeben. Das Fahrgestell hatte 345 cm Radstand, war also sehr lang. Die Karosserie wurde als Rickshaw Phaeton bezeichnet. Es war ein viersitziger Tourenwagen in außergewöhnlicher Form. Der Neupreis betrug anfangs 5000 US-Dollar und 5500 Dollar ab 1923.
1923 kam das Model 221 dazu. Es hatte einen Sechszylindermotor von der Continental Motors Company. Der Motor vom Typ 6 T war mit 70 PS angegeben. Der Radstand war auf 366 cm verlängert worden. Der Aufbau war ebenfalls ein offener Tourenwagen mit vier Sitzen. Die Wagen kosteten 10.000 Dollar. Hiervon entstanden drei Fahrzeuge.
Ein erhalten gebliebenes Fahrzeug ist im Bennington Museum ausgestellt. Dieses Fahrzeug mit Sechszylindermotor entstand zunächst nur als Fahrgestell. Der Auftraggeber starb, sodass das Fahrzeug nicht fertiggestellt wurde. Es blieb bis 1954 im Besitz von Martin. Dann erwarb es ein Sammler aus Ohio, der es sieben Jahre lang restaurierte und auch eine Karosserie nach den originalen Plänen anfertigte. Seit November 1982 ist es im Bennington Museum zu sehen. Es diente dem Enkel von Martin als Hochzeitsfahrzeug.

## Modellübersicht
| Jahr      | Modell    | Zylinder | Leistung (PS) | Radstand (cm) | Aufbau               |
| --------- | --------- | -------- | ------------- | ------------- | -------------------- |
| 1920–1924 | Model 211 | 4        | 72            | 345           | Tourenwagen 4-sitzig |
| 1923–1924 | Model 221 | 6        | 70            | 366           | Tourenwagen 4-sitzig |